# 方怡
方怡是金庸小說《鹿鼎記》的人物。在小說中是一个反清義士及神龍教教眾。出場時十六七來歲，一張瓜子臉，容貌甚美。她當時和沐王府中的人，假扮吳三桂手下到宮中行刺，想嫁禍於吳三桂。她受了傷，被師妹沐劍屏帶進小寶卧室中要他相救，從而認識小寶。劉一舟是方怡的初戀，但為了相救情郎，又以為韋小寶為宮中太監，無法娶妻而答應嫁給他。被救出宮後，再身陷神龍教，因服用了豹胎易筋丸，多次出賣韋小寶，後真相大白，兩人才冰釋前嫌。
韋小寶對於妻子的看法是：我韋小寶如果自殺，我那七個老婆中不知有幾個相陪？雙兒是一定陪的，公主是一定恕不奉陪的。其餘五個，多半要擲擲骰子，再定死活。方怡擲骰子時定要作弊，叫我這死人做羊牯。

## 性格
方怡生性機智狡猾，在小說中曾用美人計出賣小寶，讓他落入神龍教手中，險些喪命。她心思有些隱晦複雜，心中如何打算，很令人摸不透。她在書中似乎對小寶又愛又恨。

## 影視飾演者
- 「1977」陳琪琪
- 「1978」尹寶蓮 （陸屏）
- 「1984」劉嘉玲
- 「1984」周明慧
- 「1998」徐濠縈
- 「2000」麥家琪
- 「2008」劉孜
- 「2014」赵圆瑗
- 「2020」王祉萱